# Georgij Arsenijevič Emmanuel
Grof Georgij Arsenijevič Emmanuel (rusko Георгий Арсеньевич Эммануэль), ruski general, * 1775, † 1837.
Bil je eden izmed pomembnejših generalov, ki so se borili med Napoleonovo invazijo na Rusijo; posledično je bil njegov portret dodan v Vojaško galerijo Zimskega dvorca.

## Življenje
Med veliko patriotsko vojno se je odlikoval tako, da je bil 26. decembra 1812 povišan v generalmajorja. Za zasluge v bitki za Pariz je bil 27. marca 1814 povišan v generalporočnika. Po vrnitvi v Rusijo je postal poveljnik 4. dragonske divizije. 
25. junija 1825 je postal vrhovni poveljnik kavkaških enot in guverner Kavkaza. Med rusko-turško vojno (1828-29) je bil julija 1828 povišan v generala konjenice. 
Leta 1829 je organiziral in vodil prvo rusko znanstveno ekspedicijo na Elbrus, zaradi česar je postal član Ruske akademije znanosti.